# Ceropegia pachystelma
Ceropegia pachystelma ist eine Pflanzenart aus der Unterfamilie der Seidenpflanzengewächse (Asclepiadoideae). Sie ist im südlichen Afrika verbreitet.

## Merkmale

### Erscheinungsbild, Wurzelknolle, Sprossachse und Blatt
Ceropegia pachystelma ist eine ausdauernde krautige Pflanze. Als Überdauerungsorgan wird eine bei einem Durchmesser von 4 bis 12 Zentimeter abgeflachte, warzige Wurzelknolle gebildet. Die meist jährlich neu austreibenden, flaumig behaarten Sprossachsen sind krautig bis mehrere Meter lang (hoch) und windend mit einem Durchmesser von 1 bis 2 Millimeter. Die Laubblätter sind in Blattstiel und Blattspreite gegliedert. Der Blattstiel ist 2 bis 6 Millimeter lang. Die leicht fleischige Blattspreite ist bei einer Länge von 22 bis 50 Millimeter sowie einer Breite von 8 bis 15 Millimeter lanzettlich, eiförmig bis schmal elliptisch und stachelspitzig. Die Blattränder sind meist gewellt und behaart.

### Blütenstand und Blüte
Der behaarte Blütenstandsschaft ist 5 bis 15 Millimeter lang. Der Blütenstand enthält zwei bis viele Blüten. 
Die zwittrigen Blüten sind zygomorph und fünfzählig mit doppelter Blütenhülle. Die fünf Kelchblätter sind dreieckig-lanzettlich und 2 Millimeter lang. Die Blütenkrone ist 2 bis 3 Zentimeter lang. Die fünf Kronblätter sind in über drei Vierteln der Länge zu einer schlanken, nur wenig gebogenen, außen behaarten Kronröhre (Sympetalie) verwachsen. Die Kronröhre ist grünlich, teilweise mit einem violetten Muster versehen. Der basale Teil der Kronröhre, der sogenannte „Kronkessel“ ist bei einer Länge von etwa 4 Millimeter sowie einem Durchmesser von 4 bis 5 Millimeter kugelig bis eiförmig aufgebläht. Der „Kronkessel“ ist innen und außen flaumig behaart. Über dem „Kronkessel“ ist die eigentliche Kronröhre, auf die 15 bis 25 Millimeter entfallen, allmählich eingezogen und auf 1,5 Millimeter Durchmesser verengt. Die Kronröhre erweitert sich zur Blütenmündung hin verhältnismäßig wenig (auf 3 Millimeter Durchmesser). Die Zipfel der Kronblätter sind bei einer Länge von 4 bis 12 Millimeter linealisch und mehr oder weniger flach, d. h. die Ränder sind nicht nach außen umgebogen. Die Ende der Kronblattzipfel sind miteinander verwachsen und bilden eine eiförmige, käfigartige Struktur, die 5 bis 7 Millimeter breit ist (oder Durchmesser hat) und 5 bis 9 Millimeter lang. Die kurz gestielte Nebenkrone ist basal verwachsen und bei einer Höhe von etwa 2 Millimeter sowie einem Durchmesser 2 Millimeter flach schüsselförmig. Die Zipfel der interstaminalen, äußeren Nebenkrone sind bei einer Länge von 0,7 Millimeter breit-eiförmig im Umriss und horizontal taschenförmig ausgebildet; sie sind ganzrandig und an den Seiten mit der Basis der staminalen Nebenkrone verwachsen. Die Zipfel der taminalen Nebenkrone sind bei einer Länge von 1,5 bis 2 Millimeter lanzettlich mit zurückgebogen Spitzen. Die Pollinien sind eiförmig, zugespitzt und messen 0,22 × 0,14 Millimeter.

### Frucht und Same
Die Balgfrüchte sind schlank spindelig geformt und 6 bis 14 Zentimeter lang. Die Samen sind nicht beschrieben.

### Ähnliche Arten
Ceropegia pachystelma gehört aufgrund ihrer vergleichsweise kleinen, grünlichen und behaarten Blüten zur Artengruppe um Ceropegia africana, Ceropegia linearis und Ceropegia rendallii.

## Vorkommen und Gefährdung
Das Verbreitungsgebiet von Ceropegia pachystelma erstreckt sich von Südafrika (Provinzen Ostkap, KwaZulu-Natal, Mpumalanga, Limpopo, Nordwest), Eswatini, Mosambik, Namibia, Botswana bis nach Simbabwe.
In Namibia wächst Ceropegia pachystelma in bewaldeten Habitaten unter Bäumen. Bei den Bäumen handelt es sich um Arten der Gattungen Grewia und Terminalia sowie Acacia und Dichrostachys. Auf diesen Standort spielt auch das Epitheton des Synonyms Ceropegia acacietorum von Ceropegia pachystelma an.
Ceropegia pachystelma wird in Südafrika als „Least Concern“ = „nicht gefährdet“ eingeschätzt.

## Taxonomie
Die Erstbeschreibung von Ceropegia pachystelma erfolgte 1895 durch Rudolf Schlechter. Ceropegia pachystelma wird von U. Meve in der "Ceropegia Checklist" als gültige Art akzeptiert. Aufgrund der Variabilität der Art gibt es folgende Synonyme (nach U. Meve): Ceropegia undulata N.E.Br., Ceropegia pachystelma subsp. undulata (N.E.Brown) H.Huber, Ceropegia acacietorum Schltr. ex Dinter, Ceropegia boerhaaviifolia Schinz nom. illeg., Ceropegia schinziana Bullock.

## Belege